# Pádraig Francis
Pádraig Francis ist ein Diplomat der Republik Irland.

## Werdegang
Zwischen 1985 und 1994 war Francis am University College Dublin und schloss sein Studium mit einem Master in griechischer und römischer Zivilisation ab.
Im November 1994 wurde er First Secretary beim irischen Außenministerium. Von 2011 bis 2013 wechselte er zum Department of the Taoiseach, bevor Francis von August 2013 bis Juli 2017 den Posten des stellvertretenden Chefs der Mission an der irischen Botschaft in Warschau erhielt. Zurück im Außenministerium in Dublin war Francis von 2017 bis 2018 stellvertretender Direktor der Policy Planing Unit, von 2018 bis 2019 Direktor der Economic Coordination Unit und von 2019 bis 2021 Direktor für Institutions and Coordination in der European Union Division. Im August 2021 wurde Francis zum irischen Botschafter in Jakarta ernannt (Akkreditierung: 1. September 2021). Neben Indonesien ist er auch zuständig für Osttimor (Akkreditierung: 13. September 2023) und bei der ASEAN (Akkreditierung: 16. November 2021 per Videokonferenz).

## Sonstiges
Francis ist verheiratet mit Sarah Tiffin, der britischen Botschafterin bei der ASEAN.